# Загублений батальйон (фільм)
Загублений батальйон (англ. The Lost Battalion) — драма 2001 року, режисера Рассела Малкехі, заснована на реальній історії американського підрозділу із понад 500 солдатів, які в останні тижні Першої світової війни, в жовтні 1918 року, потрапили в пастку в тилу ворога в Аргоннському лісі у Франції.

## Сюжет
У 1917 році американська армія вступила в союз з французами і англійцями, що воюють з Німеччиною. Жовтень 1918 року, Франція. Командир підрозділу, майор Чарльз Віттлсі, отримує наказ захопити і утримати стратегічно важливу позицію в Аргоннськом лісі.

## Основний акторський склад
- Рікі Шредер — майор Чарльз Віттлсі (1884—1921)
- Філ Мак-Кі — капітан Джордж Мак-Мертрі (1876—1958)
- Джеймі Гарріс — сержант Гедек
- Джей Родан — лейтенант Джеймс Лік
- Адам Джеймс — капітан Нельсон Голдерман (1885—1953)
- Деніел Кальтаджироне — рядовий Філіп Чепалья
- Майкл Голдстром — рядовий Джейкоб Розен
- Андре Віпполіс — рядовий Френк Ліпасті
- Ріс Майлз Томас — рядовий Боб Йодер
- Stellastarr (Артур Кремер) — рядовий Авраам Кротошинський (1892—1953)
- Адам Коц — полковник Джонсон
- Джастін Скотт — рядовий Омер Річардс
- Ентоні Азізі — рядовий Нет Генчман
- Джордж Каліл — рядовий Лоуелл Голлінґсгед
- Вольф Калер — генерал-майор Фрідріх Вільгельм фон Зібель
- Йоахім Пауль Ассбек — майор Фріц Хенріх Принц
- Майкл Брендон — генерал-майор Роберт Александер (1863—1941)

## Українське озвучення
Переклад і озвучення українською мовою виконано компанією «Так Треба Продакшн» на замовлення телеканалу ICTV.

## Історичні факти
- Мез-Аргоннська наступальна операція союзних військ 26 вересня — 11 листопада 1918 року стала найбільшою та однією з кривавіших військових операцій в історії США в ході Першої світової (Великої) війни. Інша назва операції — наступ в Аргоннському лісі.
- Після п'яти днів облоги із 500 солдатів у підрозділі залишилося 194 бійця[1].
- Майор Віттлсі (1884—1921) та капітани Мак-Мертрі (1876—1958) і Голдерман (1885—1953) були нагороджені Конгресом США найвищою військовою нагородою — Медалю Пошани.
- Рядовий Кротошинський (1892—1953) відзначений другою за рангом військовою нагородою США — хрестом «За видатні заслуги».
- У Смітсонівському інституті (Вашингтон) зберігається опудало пораненої голубки Шер Амі, яка принесла повідомлення зупинити артилерійський обстріл[2][1].